# Білий Лиман
Білий Лиман — озеро в Україні, знаходиться в Дніпропетровській області.

## Географічне положення
Озеро знаходиться у Дніпропетровській області, у східній частині країни, за 400 км на схід від Києва. Білий Лиман є на висоті 85 метрів над рівнем моря. 

## Опис озера
Озеро займає площу 0.16 квадратних кілометрів. Найвища точка території має висоту 124 метри та знаходиться за 5.0 км на північ від Озера Білий Лиман.   Околиці Озера Білого Лиману є полями.  Протяжність острова Білий Лиман із півночі на південь — 0,6 км, зі сходу на захід — 0,5 км.

## Клімат
Клімат напівбореальний. Середня температура 8 °C. Найжаркіший місяць - 22 серпня °C, а найхолодніший грудень −10 °C. Середня кількість опадів 868 міліметрів на рік. Найвологіший місяць — січень, випадає 117 міліметрів опадів, а найсухіший — листопад, де випадає 30 міліметрів.